# Якубик Андрій Олександрович
Андрій Олександрович Якубик (нар. 24 серпня 1950, Москва) — радянський футболіст. Найрезультативніший гравець чемпіонату СРСР 1982 року.

## Життєпис
Вихованець спортивного клубу «Метробуд». Згодом перейшов до московського «Динамо», два роки виступав за дублюючий склад. Протягом 1969 року захищав кольори клубу «Динамо» з Махачкали.
У вищій лізі дебютував 8 листопада 1971 року. В Єревані московські «динамівці» поступилися місцевому «Арарату». В тому чемпіонаті провів ще один матч — проти «Нефтчі» (Баку). Наступного року став повноцінним гравцем «основи». Брав участь у фінальному матчі кубка володарів кубків 1971/72 проти шотландського «Рейнджерса».
Отримав запрошення до національної збірної. Бронзовий призер літніх Олімпійських ігор 1972 року в Мюнхені. На турнірі провів два матчі: проти збірних Мексики (4:1) і східної Німеччини (2:2).
1973 року змінилося керівництво команди. Замість Костянтина Бєскова головним тренером був призначений Гаврило Качалін і упродовж двох років Андрій Якубик виступав здебільшого за дублюючий склад «Динамо». Стан справ змінився з появою у 1975 році нового наставника — Олександра Севідова. Під його керівництром Якубик здобув «золото» весняного чемпіонату 1976 року, перемагав у кубку СРСР і кубку сезона (1977).
В авіакатастрофі 11 серпня 1979 року поблизу Дніпродзержинська загинуло 14 футболістів команди «Пахтакор» (у тому числі і гравці збірної Михайло Ан та Володимир Федоров). На засіданні Федерації футболу прийняли рішення доукомплектувати команду з Ташкента гравцями інших клубів. Серед інших, до столиці Узбекистану, поїхав і Андрій Якубик. По завершенні сезону повернувся до Москви, але з серпня — знову в складі «Пахтакора». Якщо у московському «Динамо» здебільшого виступав у середині поля, то тут — на вістрі атаки.
1982 рік став найуспішнішим в історії виступів узбецької команди в чемпіонатах СРСР — 6-те місце. А Андрій Якубик виборов приз газети «Труд» — для найрезультативнішого гравця вищої ліги (23 забитих м'ячі). Під другим номером був обраний до списку 33-х найкращих футболістів сезону. Кольори «Пахтакора» захищав ще два роки. Всього у вищій лізі чемпіонатів СРСР провів 301 матч, 105 голів; у європейських клубних турнірах — 20 матчів, 3 голи. Входить до списку найкращих бомбардирів радянського футболу в офіційних матчах — «Клубу Григорія Федотова» (114 голів).
Завершив професійну ігрову кар'єру у клубі «Червона Пресня», за який виступав протягом 1985 року. Через три роки був призначений головним тренером команди. Відпрацював на посаді два сезони.
У 90-х роках брав участь у змаганнях з міні-футболу.

## Досягнення
- Бронзовий олімпійський призер: 1972
- Фіналіст кубка кубків (1): 1972
- Чемпіон СРСР (1): 1976 (в)
- Володар кубка СРСР (1): 1977
- Володар кубка сезону (1): 1977
- Найкращий бомбардир вищої ліги (1): 1982 (23 голи)

## Статистика
| Дата       | Місто      | Господарі | Результат | Гості | Турнір  | Голи | Примітки |
| ---------- | ---------- | --------- | --------- | ----- | ------- | ---- | -------- |
| 01/09/1972 | Регенсбург | Мексика   | 1 – 4     | СРСР  | ОІ 1972 | -    |          |
| 10/09/1972 | Мюнхен     | НДР       | 2 – 2     | СРСР  | ОІ 1972 | -    | 41'      |
| Усього     |            | Матчів    | 2         |       | Голів   | 0    |          |

| Сезон             | Команда           | Чемпіонат | Чемпіонат | Кубок | Кубок | Єврокубки | Єврокубки | Єврокубки | Усього | Усього |
| Сезон             | Команда           | І         | Г         | І     | Г     | Т         | І         | Г         | І      | Г      |
| ----------------- | ----------------- | --------- | --------- | ----- | ----- | --------- | --------- | --------- | ------ | ------ |
| 1971              | «Динамо» М        | 2         | 0         |       |       |           |           |           | 2      | 0      |
| 1972              | «Динамо» М        | 25        | 6         | 4     | 1     | КК        | 5         | 0         | 34     | 7      |
| 1973              | «Динамо» М        | 13        | 3         | 5     | 0     |           |           |           | 18     | 3      |
| 1974              | «Динамо» М        | 6         | 0         | 3     | 0     | КУ        | 3         | 0         | 12     | 0      |
| 1975              | «Динамо» М        | 19        | 3         |       |       |           |           |           | 19     | 3      |
| 1976 (в)          | «Динамо» М        | 13        | 3         | 3     | 3     |           |           |           | 16     | 6      |
| 1976 (о)          | «Динамо» М        | 14        | 5         |       |       | КУ        | 2         | 1         | 16     | 6      |
| 1977              | «Динамо» М        | 28        | 10        | 5     | 1     | КК        | 4         | 1         | 38     | 12     |
| 1977              | «Динамо» М        | 28        | 10        | 1     | 0     | КК        | 4         | 1         | 38     | 12     |
| 1978              | «Динамо» М        | 18        | 2         | 3     | 1     | КК        | 4         | 1         | 25     | 4      |
| 1979              | «Динамо» М        | 20        | 1         | 4     | 0     |           |           |           | 24     | 1      |
| 1979              | «Пахтакор»        | 12        | 4         |       |       |           |           |           | 12     | 4      |
| 1980              | «Динамо» М        | 12        | 2         | 1     | 0     | КК        | 2         | 0         | 15     | 2      |
| 1980              | «Пахтакор»        | 14        | 8         |       |       |           |           |           | 14     | 8      |
| 1981              | «Пахтакор»        | 27        | 13        |       |       |           |           |           | 27     | 13     |
| 1982              | «Пахтакор»        | 31        | 23        | 7     | 2     |           |           |           | 38     | 25     |
| 1983              | «Пахтакор»        | 32        | 15        | 2     | 1     |           |           |           | 34     | 16     |
| 1984              | «Пахтакор»        | 15        | 7         |       |       |           |           |           | 15     | 7      |
| Усього за кар'єру | Усього за кар'єру | 301       | 105       | 38    | 9     |           | 20        | 3         | 359    | 117    |